# BEAT BALL
『BEAT BALL』（ビート・ボール）は、DA PUMPの3枚目のオリジナル・アルバム。

## 概要

### 背景
アルバム・タイトルのballはダンスパーティーのこと。
これまで発売されたアルバムのように間奏曲（インタールード）を多く配置する構成から、最初と最後のみに器楽曲（Instrumental）が配置される構成に変更された。

### チャート成績
グループとして、シングル・アルバムを通じ初のオリコン1位を獲得。非ジャニーズの男性アイドルグループによるアルバムチャート1位は1990年代以降初のことであった。

### パッケージ
初回生産盤は三方背クリアボックス仕様。

### メディアでの披露
2000年7月24日『HEY!HEY!HEY! MUSIC CHAMP』に出演、「BEAT BALLメドレー」を披露した。

## 収録曲
全曲　作詞：m.c.A・T／作曲・編曲：富樫明生（特記以外）
1. intro "BEAT BALL"
  - Instrumental。
2. Com'on! Be My Girl!
  - 11thシングル。
3. Let's get back your love (album version)
  - 10thシングル「I wonder...」カップリングの別バージョン。
4. Nice Vibe! (feat. BETCHIN' with m.c. A・T)
  - タイトル通りA・T、Jin、TOMMYの3人組からなるブラックボーカルグループBETCHIN'とm.c.A・Tをフィーチャーしたダンスチューン。ライブでも人気が高い。
5. We can't stop the music
  - 9thシングル。
6. Back To Your Heart
  - 作詞・作曲：ケビン・リチャードソン,グレイ・ベイカー,ジェイソン・ブルーム
  - バックストリート・ボーイズの同名曲の日本語カバー。ISSAのソロ楽曲。
7. One and Only (album version)
  - 11thシングル「Com'on! Be My Girl!」カップリングの別バージョン。
8. SOUL ALIVE
9. Little Loneliness 〜しあわせの隙間〜
10. Joy My Life
  - ブルボン「TYCO」CMソング
11. TRIBE OF LOVE
12. No Cry, No More Cry 〜What is Freedom?〜
13. I wonder...
  - 10thシングル。
14. Mo' Fight! Mo' Bright!
15. outro "BEAT BALL"
  - Instrumental。